# Bleem!
O Bleem! foi um emulador de PlayStation lançado pela Bleem Company em 1999 compatível com IBM PC e Dreamcast, notável por ter sido o primeiro emulador comercial da história a ser vendido, o Bleem! veio com proteção para cópia (que foi quebrada 2 semanas após o lançamento).
O Bleem! foi alvo de disputas judiciais pela Sony 2 dias após o início da pré-venda, sendo que a Bleem Company acabou ganhando a maior parte delas. As custas judiciais levaram ao fechamento da Bleem Company em novembro de 2001 e o consequente encerramento das vendas do emulador.